# Zeche Sieper & Mühler Gruben
Die Zeche Sieper & Mühler Gruben ist ein ehemaliges Steinkohlenbergwerk in Sprockhövel-Herzkamp-Schee. Die Zeche war auch unter den Namen Zeche Sieper & Mühler, Zeche Sieper & Müller und Zeche Sieper & Mühlen bekannt.

## Grubenfeld und Geologie
Das Grubenfeld der Zeche Sieper & Mühler Gruben befand sich in der Herzkämper Mulde. Diese Mulde ist die südlichste aller Hauptmulden des Ruhrbergbaus. Die Mulde hebt sich nach Südwesten heraus. Sie befindet sich in den Wittener und den Sprockhöveler Schichten. Die Mulde teilt sich auf in den Südflügel und den Nordflügel. Als Flöze kommen hier das Flöz Hauptflöz und das Flöz Dreckbank vor. Das Flöz Hauptflöz ist ein bauwürdiges Flöz ohne Bergeanteile, es hat einen geringen Schwefelanteil. Allerdings war der Kohlenvorrat in der Herzkämper Mulde relativ gering. Zusätzlich zu den beiden Kohlenflözen befand sich in der Herzkämper Mulde auch ein Teil Kohleneisenstein.

## Geschichte

### Die Anfänge
Im Jahr 1650 erfolgte die Belehnung einer Kohlenbank an Johann Fliesloh und seinen Sohn Peter Fliesloh. Diese Kohlenbank befand sich im oberen Teil des Felderbaches. Im Jahr 1655 wurde Hermann im kleinen Siepen ebenfalls belehnt. Seit dem Jahr 1700 war das Bergwerk bereits in Betrieb. Die ersten Gewerken waren Johann Siepermann und Engel auf der Mühle. Zunächst kam es in den ersten Jahren zu Streitigkeiten zwischen den Familien der Gewerken. Diese Streitigkeiten wurden im Jahr 1709 mit einem Vertrag, der zwischen den Gewerken Kaspar zur Untersten Mühlen, Peter zur Obersten Mühlen und Johann Heinrich auf dem Großen Siepen geschlossen wurde, beigelegt. In dem Vertrag wurde die gemeinsame Nutzung der Erbstollen und die Teilung der Kosten und der Gewinne geregelt. Im Jahr 1737 zählten die Bergwerke, die den Familien Sieper und Mühler gehörten, zu den größten Bergwerken im märkischen Bergrevier. Im Laufe des 18. Jahrhunderts kam es des Öfteren zu Konflikten zwischen den Bergwerksbetreibern und der Aufsichtsbehörde.
Noch im Jahr 1737 kam es zu Streitigkeiten der Gewerken der Zeche Sieper & Mühler, Engel auf der Mühle und Johann Siepermann, sowie den Erben Scherenberg der Zeche Stock & Scherenberg, mit der zuständigen Bergbehörde. Bei diesem Streit ging es um das seit dem Jahr 1694 geltende Recht, das dem tiefer liegenden Stollen besondere Rechte einräumte. Dieses alte „Recht“ setzten die Gewerken, gemäß den Protokollen des zuständigen Bergmeisters August Heinrich Decker, sogar mit körperlicher Gewalt durch. Haupträdelsführer waren bei dem Streit die Gewerken der Zeche Stock & Scherenberg. Der Streit eskalierte und endete am 14. Juli 1737 mit einem Gerichtsspruch des Directums in Berlin, welcher das alte Recht aufhob und zukünftige gewalttätige Ausschreitungen mit einer Geldstrafe von 100 Goldgulden belegte. Im Jahr 1745 wurde der Bergwerksbesitz genau auf die Familien der Gewerken aufgeteilt. Eine Hälfte bekam die Familie Siepermann und je ein Viertel die Familien von Kaspar zur Untersten Mühlen und Peter zur Obersten Mühlen zugeteilt. Um das Jahr 1770 galt das Bergwerk nach Aussage des Bergmeisters Philipp Heintzmann als das imposanteste Bergwerk der Grafschaft Mark. Zu dieser Zeit hatte die Gewerkschaft bereits 43 Gewerken. Aufgrund von realteiliger Vererbung wurde der Kuxenbesitz im Laufe der folgenden Jahre immer weiter aufgesplittert. Im Jahr 1792 wurde durch den Bergrichter Sack die Zerteilung der Kuxe der Sieper und Mühler Gruben auf den Teil von 88/189 Kuxe als äußerste Grenze festgesetzt.

### Der weitere Ausbau des Bergwerks
Im Jahr 1822 war die Zahl der Gewerken des Bergwerks auf 218 Gewerken gestiegen. Im gesamten Bergamtsbezirk Bochum hatte zu dieser Zeit ein Bergwerk durchschnittlich 20 Gewerken. Im Jahr 1824 wurden die bisher eigenständig geführten Bergwerke unter dem Namen Sieper & Mühler Gruben zusammengefasst. Zusätzlich wurden die Grubenfelder der Zechen Hütterbank, Mühlerbank, Hohebank, Oberste Bank und der Herzkämper Erbstollen der Berechtsame zugeschlagen. Das Grubenfeld wurde durch den Kreßsieper Erbstollen und den tiefer liegenden Herzkämper Erbstollen gelöst. Im selben Jahr wurde auf dem Lichtloch 13 ein Pferdegöpel in Betrieb genommen. Das Lichtloch reichte bis auf das Flöz Hohebank. Es wurde begonnen, das Grubenfeld auszurichten und vorzurichten. Im Jahr 1825 wurde mit dem Abbau begonnen. Am 8. Mai des Jahres 1827 kamen im Herzkämper Erbstollen vier Bergleute durch matte Wetter zu Tode. Die Auffahrung wurde danach unverzüglich gestundet. Noch im selben Jahr wurde begonnen, den Gemeinschaftsschacht Hoffnung abzuteufen. Der Schacht sollte gemeinsam mit der Zeche Buschbank genutzt werden. Um das Jahr 1830 wurde der Schacht Carl geteuft. Der Schacht war als gebrochener Schacht zunächst bis auf eine seigere Teufe von 26 Metern geteuft worden und wurde anschließend weitere 20 Meter tonnlägig geteuft. Der Schacht erhielt zur besseren Bewetterung der Grubenbaue einen Wetterofen.
Im Jahr 1830 waren die Göpelschächte Carl, Cora, Lina und Maria in Betrieb. Im Jahr 1832 wurde der Herzkämper Erbstollen weiter in südlicher Richtung aufgefahren. Am 31. Oktober desselben Jahres befand sich das Ort des Erbstollens 60 Lachter südlich von Schacht Carl. Im Jahr 1836 wurde der Schacht Ida geteuft. Der Schacht hatte eine Teufe von etwa 65 Metern und wurde seiger abgeteuft. Im Jahr 1839 wurde der Bau einer Staatsstraße genehmigt. Es sollte die Kohlenstraße von Sprockhövel nach Herzkamp umgebaut werden. Dabei wurde die Trasse über den alten Kohlenweg festgelegt. Dies führte zu erheblichen Schwierigkeiten mit den Gewerken der Zechen Sieper und Mühler, Glückauf, Stock und Scherenberg, Concordia, Schelle und Haberbank und Frosch. Die Gewerken wollten eine Trasse, die mit weniger großen Steigungen versehen war und ihre Bergwerke besser an die Straße anband. Zu Ende des Jahres 1839 lag der Vortrieb des Herzkämper Erbstollens bereits 178 Lachter südlich von Schacht Carl. Im Jahr 1840 waren die Schächte Ida, Louise und Friedrich in Betrieb, Schacht Friedrich war mit einem Pferdegöpel ausgerüstet. Im Jahr 1845 war nur Schacht Friedrich in Betrieb. Zu dieser Zeit war die Zeche Sieper & Mühler Gruben immer noch eines der leistungsfähigsten Bergwerke in der Region.

### Die weiteren Jahre
Im Jahr 1846 war die Auffahrung im Herzkämper Erbstollen bis zum Flöz Striepen vorgedrungen und befand sich 16 Lachter südlich des Grubenfeldes Oberstebank. Danach fand im Erbstollen nur noch geringfügiger Vortrieb statt. Der Stollen erreichte eine Gesamtlänge von 3,8 Kilometern. Am Schacht Heinrich wurde ein Pferdegöpel installiert, dieser Göpel war vom Schacht Friedrich hierher umgesetzt worden. Im Jahr 1847 ging der Schacht Heinrich mit dem Pferdegöpel bis auf das Flöz Hütterbank in Betrieb. Gegen Ende der 1840er Jahre wurden einige Eisensteinflöze durchfahren. Für kurze Zeit wurde danach neben Steinkohle auch Eisenstein abgebaut. Im Jahr 1850 wurde begonnen, einen neuen Schacht abzuteufen. Der Schachtansatzpunkt befand sich in der Ortschaft Schee, die Rasenhängebank des neuen Schachtes lag bei einem Höhenniveau von + 267 m NN. Im Jahr 1852 wurde dieser Schacht Hövel benannt und in Betrieb genommen. Der Schacht erhielt als Fördermaschine einen Dampfgöpel mit einer Leistung von zehn PS. Im darauffolgenden Jahr wurde die Sohle angesetzt und es erfolgte der Durchschlag mit der Erbstollensohle des Herzkämper Erbstollens.
Ab dem Jahr 1855 wurde das Bergwerk durch den Herzkämper Erbstollen gelöst. Auf dem Bergwerk waren zwei Fettkohlenflöze in Verhieb, die Mächtigkeit der Flöze lag bei 36 bis 61 Zoll. Zu dieser Zeit gehörte das Bergwerk zum Märkischen Bergamtsbezirk und dort zum Geschworenenrevier Schlebusch. Im Jahr 1859 wurde der Abbau oberhalb der Erbstollensohle des Herzkämper Erbstollens weiter fortgesetzt. Man erwartete auf dem Bergwerk eine tiefere Lösung durch den Dreckbänker Erbstollen. Im Jahr 1861 erreichte die östliche Grundstrecke eine Länge von 665 1/3 Lachtern. Die Strecke war im 36 Zoll mächtigen Flöz Hütterbank aufgefahren worden. Im Abbau hatten sich als Abbauverfahren der Stoßbau und der Firstenbau sowie eine Kombination aus beiden Verfahren bewährt. Zu dieser Zeit gehörte das Bergwerk zum Bergrevier Sprockhövel. Im Jahr 1860 war die Anzahl der Gewerken der Zeche Sieper & Mühler Gruben auf 347 gestiegen. Zu dieser Zeit hatte im gesamten Bergamtsbezirk Bochum ein Bergwerk durchschnittlich 51 Gewerken.

### Die letzten Jahre
Im Jahr 1862 wurde im Schacht Hövel mit der Schachtförderung ab der Herzkämper Erbstollensohle begonnen. Im selben Jahr wurde begonnen, das Grubenfeld durch den Dreckbänker Erbstollen zu lösen. Diese Lösung ermöglichte einen Teufengewinn von 175 Metern. Im Jahr 1865 wurde im Flöz Oberstebank aus einem bis zu einer Teufe von 38 1/3 Lachtern tiefen erstellten Abhauen ein Querschlag angesetzt. Der Querschlag sollte zum Hauptlösungsquerschlag des Dreckbänker Erbstollens aufgefahren werden. Außerdem sollte der Querschlag in nördlicher Richtung aufgefahren werden, um die dort vorhandenen Bergwerke zu lösen. Nachdem der Querschlag bereits acht Lachter in südlicher und knapp fünf Lachter in nördlicher Richtung aufgefahren worden war, musste der Betrieb des Querschlags aufgrund von starken Wasserzuflüssen eingestellt werden. Im Jahr 1866 erfolgte der Durchschlag mit dem Dreckbänker Erbstollen, das anfallende Grubenwasser wurde nun über den Dreckbänker Erbstollen abgeleitet. Im Jahr 1867 kam es auf dem Bergwerk in einem Vorrichtungsrevier zu einer Schlagwetterexplosion, hierbei wurden zwei Bergleute leicht verletzt. Am 5. Januar des Jahres 1870 ereignete sich auf dem Bergwerk eine erneute Schlagwetterexplosion, bei diesem Grubenunglück kamen vier Bergleute ums Leben. Im selben Jahr wurde der Wetterschacht bis zum Herzkämper Erbstollen tiefer geteuft. Am 13. April des Jahres 1875 kam es auf dem Bergwerk erneut zu einer Schlagwetterexplosion, hierbei starben zwei Bergleute. Im Jahr 1876 wurde der Schacht Hövel bis zum Dreckbänker Erbstollen auf eine Teufe von 175 Metern (+ 92 m NN) tiefer geteuft. In den folgenden Jahren gingen die Lagerstättenvorräte weiter zurück. Im Jahr 1889 konsolidierte die Zeche Sieper & Mühler Gruben mit der Zeche Glückauf zur Zeche Herzkämper Mulde.

### Förderung und Belegschaft
Die ersten bekannten Förder- und Belegschaftszahlen des Bergwerks stammen aus dem Jahr 1737, damals waren zehn Bergleute auf dem Bergwerk beschäftigt, die eine Förderung von rund 1000 Tonnen Steinkohle erbrachten. Im Jahr 1782 waren 68 Bergleute auf dem Bergwerk beschäftigt. Im Jahr 1830 wurden 7525 Tonnen Steinkohle gefördert. Im Jahr 1835 lag die Förderung bei 8516 Tonnen Steinkohle. Im Jahr 1840 wurden 5087 Tonnen Steinkohle gefördert. Im Jahr 1845 wurden von 42 Bergleuten 4376 Tonnen Steinkohle gefördert. Im Jahr 1850 wurden 5000 Tonnen Steinkohle gefördert. Im Jahr 1855 wurden mit 96 Bergleuten 47.714 preußische Tonnen Steinkohle gefördert. Im Jahr 1867 wurden mit 61 Bergleuten 3605 Tonnen Steinkohle gefördert. Im Jahr 1870 wurden 7903 Tonnen Steinkohle gefördert, diese Förderung wurde von 78 Bergleuten erbracht. Die maximale Förderung wurde im Jahr 1874 erbracht, es wurden 13.367 Tonnen Steinkohle gefördert, diese Förderung wurde von 86 Bergleuten erbracht. Im Jahr 1875 wurde eine Förderung von rund 10.000 Tonnen Steinkohle erbracht. Im Jahr 1876 förderten 85 Bergleute 8168 Tonnen Steinkohle. Im Jahr 1880 wurden von 60 Bergleuten 6583 Tonnen Steinkohle gefördert. Im Jahr 1885 wurden 9723 Tonnen Steinkohle gefördert, diese Förderung wurde von 89 Bergleuten erbracht. Die letzten bekannten Förder- und Belegschaftszahlen des Bergwerks stammen aus dem Jahr 1888, in diesem Jahr waren noch 61 Bergleute auf dem Bergwerk beschäftigt, die eine Förderung von 9281 Tonnen Steinkohle erbrachten.

## Heutiger Zustand
Von der ehemaligen Zeche Sieper & Mühler Gruben ist heute nur noch wenig erhalten geblieben. An den Schacht Carl erinnert noch eine kleine Bergehalde. Die Halde von Schacht Carl ist Bestandteil des Herzkämper-Mulde-Weges des AK Sprockhövel.